# Кутка (Румунія)
Кутка (рум. Cutca) — село у повіті Клуж в Румунії. Входить до складу комуни Синмартін.
Село розташоване на відстані 328 км на північний захід від Бухареста, 46 км на північний схід від Клуж-Напоки.

## Населення
За даними перепису населення 2002 року у селі проживали 479 осіб. Усі жителі села рідною мовою назвали румунську.
Національний склад населення села:
| Національність | Кількість осіб | Відсоток |
| -------------- | -------------- | -------- |
| румуни         | 472            | 98,5%    |
| цигани         | 6              | 1,3%     |